# Gavy NJ
Gavy NJ (hangul: 가비엔제이) är en sydkoreansk tjejgrupp bildad år 2005 av Good Berry Entertainment.
Gruppen består av de tre medlemmarna Jenny, Gunji och Seorin. Gavy NJ har alltid varit en trio även om sju olika medlemmar har medverkat i gruppen.

## Medlemmar
| Artistnamn   | Artistnamn | Födelsenamn    | Födelsenamn | Födelsedatum     | Medlemstid |
| Romanisering | Hangul     | Romanisering   | Hangul      | Födelsedatum     | Medlemstid |
| Nuvarande    | Nuvarande  | Nuvarande      | Nuvarande   | Nuvarande        | Nuvarande  |
| ------------ | ---------- | -------------- | ----------- | ---------------- | ---------- |
| Jenny        | 제니       | Kim Da-rae     | 김다래      | 14 augusti 1988  | 2012-idag  |
| Gunji        | 건지       | Kim Gun-ji     | 김건지      | 28 februari 1992 | 2012-idag  |
| Seorin       | 서린       | Kang Soo-ji    | 강수지      | 9 juli 1988      | 2016-idag  |
| Tidigare     |            |                |             |                  |            |
| Hyemin       | 혜민       | Jung Hye-min   | 정혜민      | 16 april 1982    | 2005-2009  |
| Misty        | 미스티     | Park Pil-do    | 박필도      | 1 oktober 1982   | 2009-2012  |
| Heeyoung     | 희영       | Jang Hee-young | 장희영      | 28 mars 1985     | 2005-2011  |
| Sihyeon      | 시현       | No Si-hyeon    | 노시현      | 8 april 1988     | 2005-2016  |

## Diskografi

### Album
| Albuminformation                                                        | Topplacering          |
| Albuminformation                                                        | Sydkorea (Gaon Chart) |
| ----------------------------------------------------------------------- | --------------------- |
| The Very First (Studioalbum) - Släppt: 9 november 2005                  | —                     |
| The Very Surprise (Studioalbum) - Släppt: 9 november 2006               | —                     |
| The Beginning (Studioalbum) - Nyutgåva: Romantic Novel (5 januari 2009) | —                     |
| Heartbreak Hotel (EP-skiva) - Släppt: 24 september 2009                 | —                     |
| Sunflower (EP-skiva) - Släppt: 21 januari 2010                          | 4                     |
| Glossy (EP-skiva) - Nyutgåva: Latte (12 januari 2011)                   | 17                    |
| Gavy Effect (EP-skiva) - Nyutgåva: Forget (27 juli 2011)                | 24                    |
| Gavish (EP-skiva) - Nyutgåva: It's Pretty (23 november 2012)            | 24                    |
| She (EP-skiva) - Släppt: 7 oktober 2014                                 | 23                    |
| Hello (EP-skiva) - Släppt: 3 november 2015                              | 31                    |
| An Obvious Melo (EP-skiva) - Släppt: 23 februari 2017                   | —                     |

### Singlar
| År   | Titel                                   | Topplacering          |
| År   | Titel                                   | Sydkorea (Gaon Chart) |
| ---- | --------------------------------------- | --------------------- |
| 2005 | "Happiness"                             | —                     |
| 2005 | "To Love You"                           | —                     |
| 2005 | "Steep"                                 | —                     |
| 2005 | "Snowman"                               | —                     |
| 2006 | "She Cried"                             | —                     |
| 2006 | "Standing On the Other Side"            | —                     |
| 2006 | "Love Poetry"                           | —                     |
| 2006 | "Love Is Difficult"                     | —                     |
| 2006 | "Hair"                                  | —                     |
| 2006 | "Only You"                              | —                     |
| 2008 | "Lie"                                   | —                     |
| 2008 | "It Doesn't Look Like Love"             | —                     |
| 2009 | "Romance Novel"                         | —                     |
| 2009 | "They Said I Have Gotten Thin and Pale" | —                     |
| 2010 | "Love Is True"                          | 29                    |
| 2010 | "Sunflower"                             | 11                    |
| 2010 | "Let's Stop"                            | 12                    |
| 2010 | "Pick Up the Phone"                     | 18                    |
| 2011 | "Latte"                                 | 13                    |
| 2011 | "Vive L'Amour"                          | 24                    |
| 2011 | "Everyday"                              | 23                    |
| 2011 | "I'll Forget"                           | 25                    |
| 2011 | "Go Away"                               | 30                    |
| 2012 | "You Call Yourself A Man"               | 11                    |
| 2012 | "Don't Call Me"                         | 17                    |
| 2012 | "Cleaning"                              | 36                    |
| 2012 | "On The Boulevard"                      | 43                    |
| 2012 | "Lady Killer"                           | 23                    |
| 2012 | "It's Pretty"                           | 46                    |
| 2013 | "Farewell Theater"                      | 26                    |
| 2014 | "Very Sad"                              | 70                    |
| 2014 | "I Wish"                                | 42                    |
| 2014 | "How Are You?"                          | 30                    |
| 2015 | "Ju Ju Ju"                              | 46                    |
| 2015 | "Just Friends"                          | 89                    |
| 2015 | "Thank You"                             | 48                    |
| 2015 | "Hello"                                 | 61                    |
| 2016 | "Shubirubirub"                          | —                     |
| 2016 | "Did You Feel Sorry For Me"             | 77                    |
| 2017 | "An Obvious Melo"                       | —                     |